# Île aux Hérons
Île aux Hérons är en ö i Kanada.   Den ligger i provinsen Québec, i den sydöstra delen av landet, 170 km öster om huvudstaden Ottawa. Den ligger i Saint Lawrencefloden i Montréal och är en av öarna i ett fågelreservat.
Runt Île aux Hérons är det i huvudsak tätbebyggt. Runt Île aux Hérons är det tätbefolkat, med 442 invånare per kvadratkilometer.